# Gugelhammer

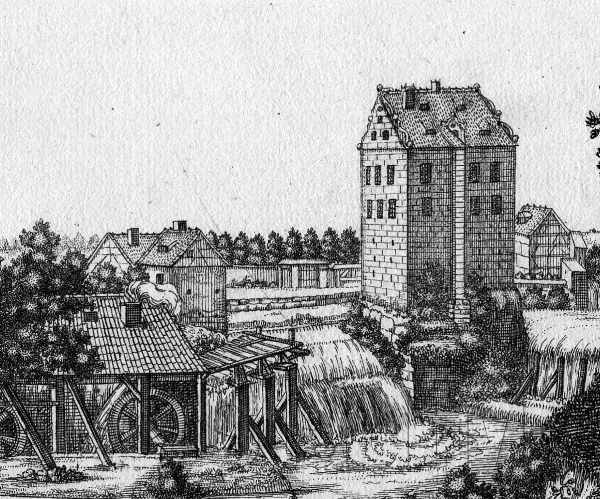
Mühlenwerk und Turm 1707

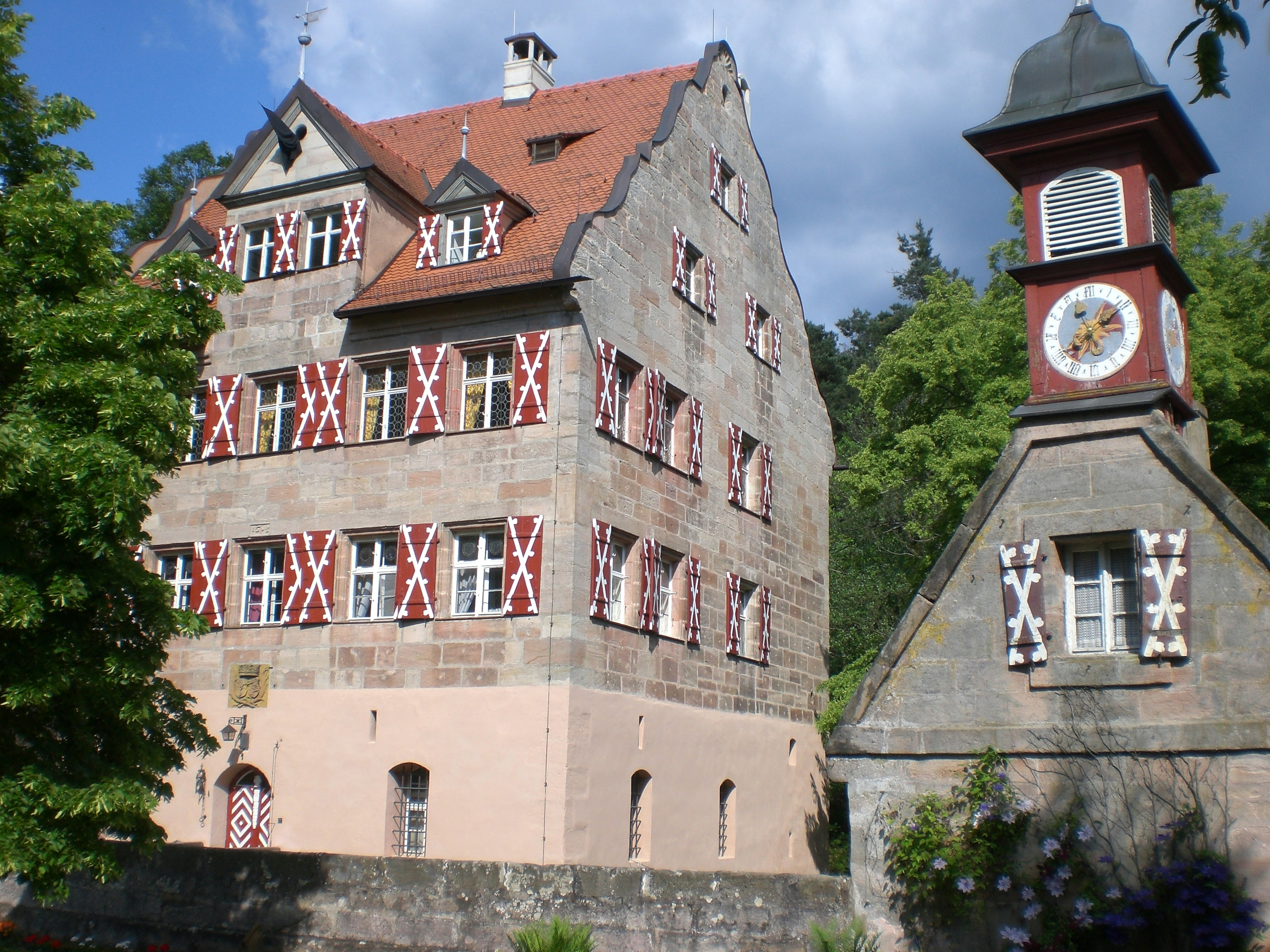
Schlüsselfeldersches Schloss in Gugelhammer

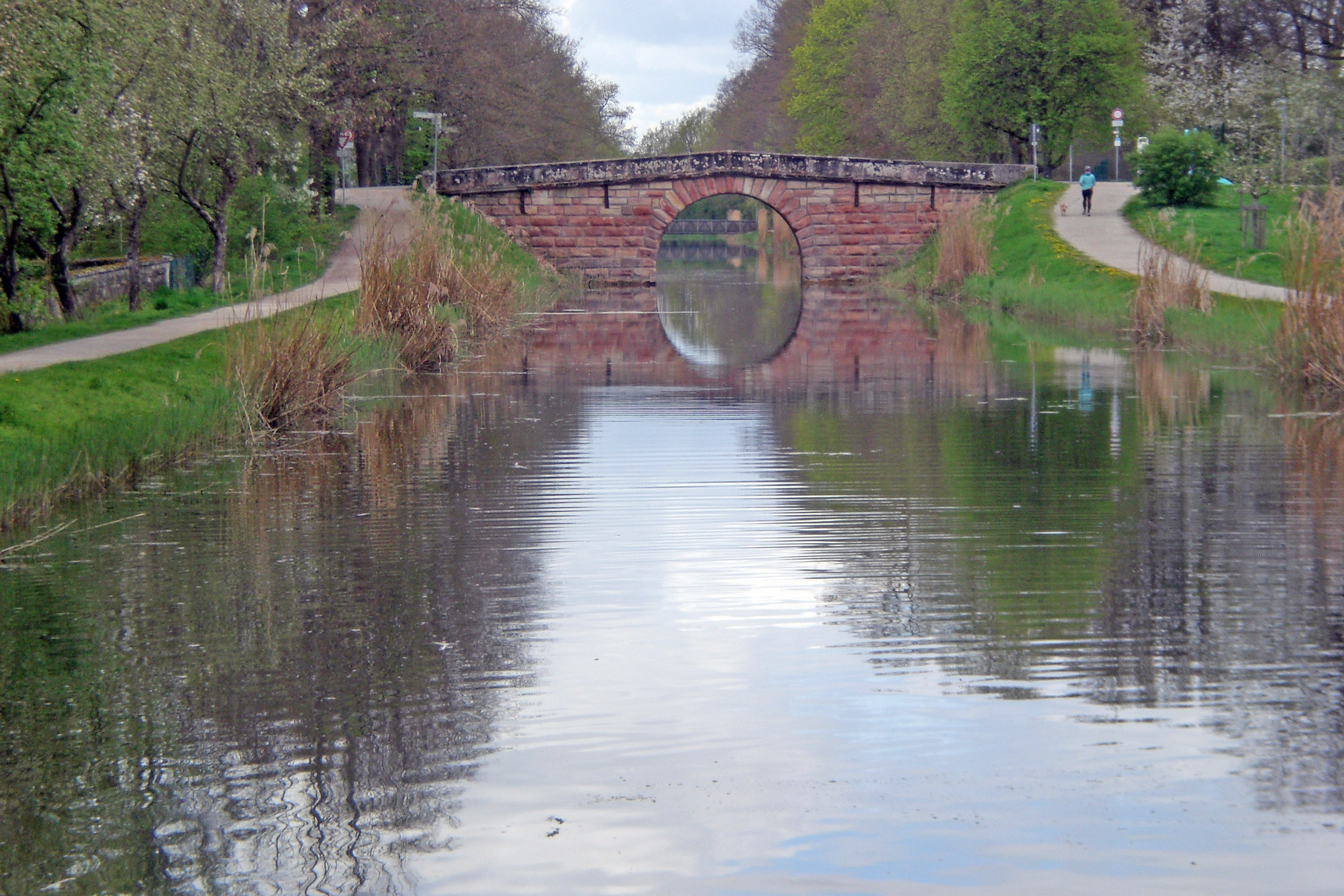
Steinbrücke über den Ludwig-Donau-Main-Kanal (2024)

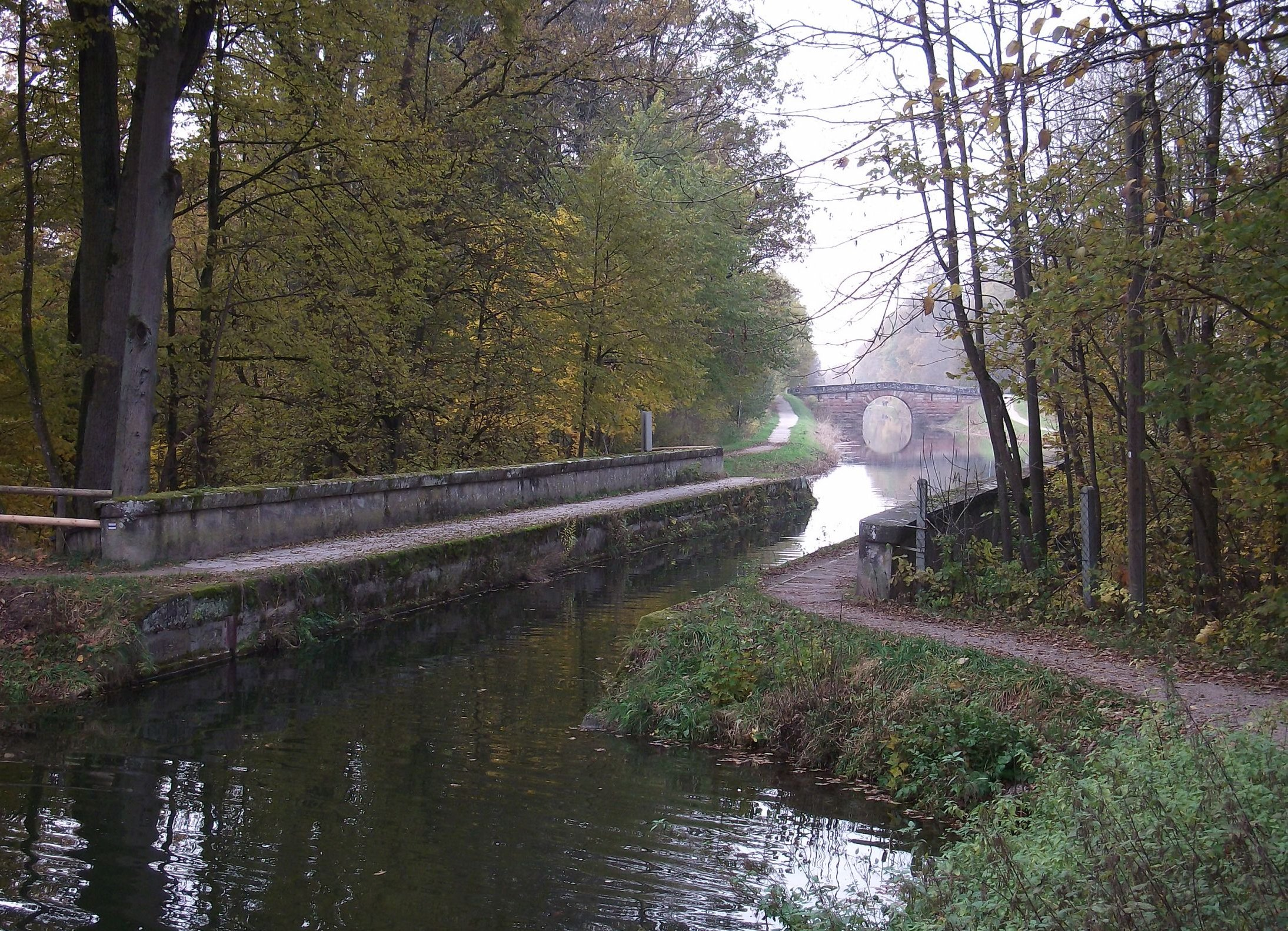
Gauchsbach-Brückkanal

Gugelhammer (fränkisch: Guhglhamma) ist ein Gemeindeteil des Marktes Wendelstein im Landkreis Roth (Mittelfranken, Bayern). Gugelhammer liegt in der Gemarkung Röthenbach bei Sankt Wolfgang.

## Geographische Lage
Der Weiler liegt am Gauchsbach und am Ludwig-Donau-Main-Kanal. Ein mit Natursteinen gepflasterter Weg führt 100 Meter westlich zur Feuchter Straße des Gemeindeteils Wendelstein.

## Beschreibung
Das Schloss liegt auf einem Sandsteinfelsen, der früher vom aufgestauten Gauchsbach umflossen wurde. Dieser dadurch gebildete Wassergraben liegt heute trocken. Die Gestalt der ursprünglichen Burg ist aus einer Darstellung auf einer Landkarte von 1530 bekannt. Demnach bestand sie aus einem ungefähr quadratischen Turm mit Fachwerkaufsatz und Satteldach. Auf der Rückseite war ein kleiner Anbau angefügt. Unmittelbar angrenzend ist das Hammergebäude mit drei Wasserrädern dargestellt. 
Das heutige Schloss aus dem beginnenden 17. Jahrhundert ist im Stil der Nürnberger Patriziersitze in Form eines Weiherhauses errichtet. Es besitzt die Form eines dreigeschossigen, quadratischen Gebäudes mit hohem Sockelgeschoss, Satteldach, gewellten Treppengiebeln und Zwerchhaus. Im Erdgeschoss befand sich eine große Halle, während die Wohnräume im ersten Obergeschoss eingerichtet waren. Das zweite Obergeschoss wurde vor allem vom repräsentativen Saal eingenommen. An der Südseite liegen kleine Wirtschaftsbauten des 18. Jahrhunderts.
Von 2005 bis 2010 wurde das Schloss Kugelhammer grundlegend saniert und 2010 für hervorragende denkmalpflegerische Leistungen prämiert.

## Geschichte
Urkundlich erstmals erwähnt wurde Gugelhammer als Bauernhof 1310. Sein Ursprung lag in einem alten reichslehnbaren Zeidelmuttergut des Nürnberger Reichswaldes. Erster namentlich bekannter Besitzer war ein Heinrich Kreutzer. Wohl bereits zu dieser Zeit entstand am wasserreichen Gauchsbach die erste Hammermühle, die sich viele Generationen in häufig wechselndem bürgerlichem oder handwerksständischem Besitz befand. Sie verfügte über ein steinernes Haus, das um 1500 als kleiner, wohnturmartiger Herrensitz bezeugt ist, der für den Hammerherrn sowohl Repräsentativ- wie auch Schutzfunktionen erfüllte. Als Besitzer im 15. Jahrhundert wird die Nürnberger Bürgerfamilie Halbwachsen vermutet. 1463 wird ein Heinrich Meichsner als Besitzer überliefert, der aus einer 1396 aus der Steiermark nach Nürnberg eingewanderten Familie stammte. 1453 war Heinrich Meichsner Mitglied des Inneren Rats der Reichsstadt geworden. 1530 erwarb Heinrich Holzschuher die Hammermühle. Seither befindet sie sich bis heute im stets weitervererbten Besitz von Familien des Nürnberger Patriziats.
1539 folgten durch Heirat die Fürer von Haimendorf. Im Zweiten Markgrafenkrieg (1552–1554) wurde der Ort weitgehend zerstört. 1582 war zunächst nur die Industrieanlage wieder in Betrieb. Durch die Heirat der Felizitas Fürer ging der Gugelhammer bald danach an Hans Nützel d. Ä. Dieser ließ 1584 das Voithaus mit einem Obergeschoss, in dem herrschaftliche Räume eingerichtet werden sollten, errichten. Das alte Herrenhaus lag damals noch immer „in der Asche“ und wurde daher als „Burgstall“ bezeichnet. Ab 1607 erfolgte allmählich der Wiederaufbau von Wohnanlagen und Stallungen. Für 1622 ist die Existenz als Papiermühle überliefert. Die Mühle wurde dann im Dreißigjährigen Krieg zeitweise auch zum Rüstungsbetrieb; es wurden Munition und insbesondere Kanonenkugeln hergestellt. Seither heißt der Herrensitz Schloss Kugelhammer.
Nach dem Tod Hans Nützels 1620 kam die Papiermühle an seinen Schwiegersohn Hanns Albrecht Haller von Hallerstein (1569–1654). Durch die Heirat der Maria Helena Haller 1678 gelangte Johann Carl Schlüsselfelder von Kirchensittenbach in den Besitz, der 1704 neben dem Schloss ein Sägewerk anlegen ließ. Die Schlüsselfelder waren 1536 durch Aufnahme in das Tanzstatut in das Nürnberger Patriziat kooptiert worden und blieben bis zum Tod von Johann Carl 1709, als Letztem seiner Familie, im „Inneren Rat“ vertreten. Vor seinem Tod übertrug er das Hammergut sowie den städtischen Sitz seiner Familie, das bekannte Nassauer Haus, an die Schlüsselfeldersche Familienstiftung, eine Vorschickung nach traditionellem Nürnberger Erbrecht, die nach dem Tod seiner Witwe Maria Helena (1713) von Administratoren aus verwandten Familien verwaltet werden sollte. Diese Stiftung besteht bis heute; der jeweilige Administrator hat seinen Sitz im Nassauer Haus; ihm steht auch die Nutzung des Herrenhauses in Kugelhammer zu. Seit 1709 standen der Stiftung 23 Verwalter aus den Familien Kreß von Kressenstein, Welser von Neunhof sowie (seit 1878) Volckamer von Kirchensittenbach vor. Nach dem Tod von Christoph von Volckamer am 31. Oktober 2021 ist seitdem Christoph Frhr. Kress von Kressenstein Administrator der Stiftung.
Gegen Ende des 18. Jahrhunderts gab es in Gugelhammer vier Anwesen (1 Schloss, 1 Schmiede, 1 Eisenhammer, 1 Sägmühle). Das Hochgericht übte das brandenburg-ansbachische Oberamt Burgthann aus. Der Nürnberger Eigenherr Kreß von Kressenstein war Grundherr sämtlicher Anwesen. Es gab fünf Untertansfamilien.
Von 1797 bis 1808 unterstand der Ort dem Justiz- und Kammeramt Schwabach. Im Rahmen des Gemeindeedikts wurde 1808 Gugelhammer dem Steuerdistrikt Raubersried (II. Sektion) und der 1818 gebildeten Ruralgemeinde Röthenbach bei Sankt Wolfgang zugeordnet.
Trotz mehrerer Brände, die aber das Herrenhaus unversehrt ließen, blieben der Eisenhammer, die Schmiede und das Sägewerk bis um 1845 in Betrieb, als der Bau des Ludwig-Donau-Main-Kanals dem Gauchsbach die Wasserkraft entzog.
Am 1. Mai 1978 wurde Gugelhammer im Zuge der Gebietsreform in Bayern nach Wendelstein eingegliedert.

### Einwohnerentwicklung
| Jahr      | 001818 | 001840 | 001861 | 001871 | 001885 | 001900 | 001925 | 001950 | 001961 | 001970 | 001987 | 002014 |
| Einwohner | 40     | 72     | 43     | 20     | 30     | 20     | 24     | 40     | 18     | 6      | 3      | 4      |
| Häuser    | 5      | 9      |        |        | 8      | 2      | 4      | 5      | 5      |        | 4      |        |
| Quelle    | [ 14 ] | [ 17 ] | [ 18 ] | [ 19 ] | [ 20 ] | [ 21 ] | [ 22 ] | [ 23 ] | [ 24 ] | [ 25 ] | [ 26 ] |        |

## Religion
Gugelhammer ist seit der Reformation evangelisch-lutherisch geprägt und bis heute nach St. Wolfgang (Röthenbach) gepfarrt, Die Katholiken sind nach St. Nikolaus (Wendelstein) gepfarrt.